# Kong Harald (Schiff, 1890)
Die Kong Harald war ein 1890 in Dienst gestelltes Passagierschiff der norwegischen Reederei Det Nordenfjeldske Dampskibsselskab (NFDS), das von 1919 bis 1950 auf den Hurtigruten entlang der norwegischen Küste verkehrte. 1954 wurde das Schiff in Belgien abgewrackt.

## Das Schiff

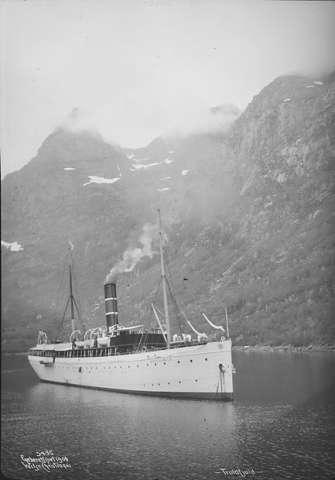
Die Kong Harald 1906 im Trollfjord (Foto: Anders Beer Wilse)

Das 953 BRT große Dampfschiff Kong Harald wurde auf der Werft Joh. C. Tecklenborg in Bremerhaven-Geestemünde für die Det Nordenfjeldske Dampskibsselskab gebaut. Der Bau kostete nach damaligem Geldwert 400.000 norwegische Kronen. Im Oktober 1890 wurde das 60,4 Meter lange und 9,2 Meter breite Schiff an seine Eigner übergeben. Es hatte einen Schornstein, zwei Masten und einen Propeller. Das Schiff wurde von einer Dreifachexpansions-Dampfmaschine aus der Kesselfabrik H. Pauksch AG aus Landsberg an der Warthe angetrieben, die 834 PSi leistete und eine Geschwindigkeit von zwölf Knoten ermöglichte.
Die Kong Harald wurde für den Dienst in der Wintersaison auf der Route von Hamburg über Kristiansand nach Vadsø in Dienst gestellt, den die Det Nordenfjeldske Dampskibsselskab in Zusammenarbeit mit der Det Bergenske Dampskibsselskab (BDS) bediente. Im Sommer wurde sie für Kreuzfahrten nach Nordkapp in Finnmark und nach Spitzbergen verwendet. 1894 stieß sie bei Ålesund mit dem Hurtigruten-Schiff Orion zusammen und musste in Trondheim repariert werden. Am 17. April 1897 kollidierte die Kong Harald mit dem Dampfer Olaf Trygvesøn (593 BRT), der der gleichen Reederei angehörte. Sie wurde bei Akers mekaniske verksted in Oslo repariert und war bereits am 26. April 1897 zurück im Dienst. Am 10. Februar 1907 lief die Kong Harald im Haugesund auf Grund.
Im Jahr 1909 wurde die Kong Harald für 254.000 Kronen umgebaut und um 7,5 Meter verlängert. Die Dampfmaschinen und Dampfkessel wurden ersetzt und auch die Innenausstattung wurde modernisiert. Ab dem 1. Juli 1919 wurde sie nur noch für den Dienst auf den Hurtigruten eingesetzt.
Am 17. Juni 1924 stieß die Kong Harald, die sich aus Svolvær kommend auf einem südgehenden Kurs befand, sechs Seemeilen nördlich der Insel Landegode im Vestfjord mit der nordwärts dampfenden Haakon Jarl zusammen. Der Bug der Kong Harald bohrte sich tief in das Achterschiff der Haakon Jarl, die innerhalb von acht Minuten unterging. 17 Passagiere und Besatzungsmitglieder kamen dabei ums Leben. Die Kong Harald blieb nach diesem Unfall weiterhin im Hurtigruten-Einsatz. Am 27. Februar 1929 brach im Heckbereich in der Ersten Klasse ein Brand aus und das Schiff musste in der Nordre-Werft in Trondheim repariert werden.  Am 6. Oktober 1937 blieb sie nach einem Maschinenschaden bei Øksnes liegen und musste von den Bergungsschiffen Parat und Traust nach Trondheim geschleppt werden.

## Im Zweiten Weltkrieg
Als Norwegen am 9. April 1940 von der Wehrmacht besetzt wurde, befand sich das Schiff für seine jährliche Wartung in der Werft in Trondheim. Während des Kriegs war Tromsø der nördlichste Hurtigruten-Anlaufpunkt. Die Provinz Finnmark konnte nur noch per Kutter erreicht werden. Am 9. Dezember 1941 wurde die Kong Harald im Rahmen der Operasjon Anklet (englisch Operation Kitbag), einem von britischen Kommandos durchgeführten Luftangriff auf Florø, bei Lødingen von britischen Kriegsschiffen aufgebracht. Eine Prisenmannschaft kam an Bord der Kong Harald und wollte diese nach Großbritannien bringen. Da das Schiff aber nicht ausreichend Kohle für eine so lange Überfahrt geladen hatte, blieb es in Norwegen.
Mehrere Male entging das Schiff während des Kriegs einer möglichen Versenkung. Am 21. Januar 1943 wurde die Kong Harald im Fjord Frøysjøen in Bremanger von zwei norwegischen Torpedobooten angegriffen. Die Torpedos verfehlten aber ihr Ziel. Im Juli 1944 wurde sie im Fjord Folda bei Rørvik von einem unbekannten U-Boot torpediert, aber auch in diesem Fall ging der Torpedo vorbei. Am 4. Oktober 1944 befand sich die Kong Harald in der Werft Bergen Mekaniske Verksted in Laksevåg bei Bergen, als die nahen U-Boot-Bunker von Laksevåg Ziel eines schweren alliierten Luftangriffs wurden. Bei diesem Angriff kamen 193 Zivilisten ums Leben, darunter 61 Schulkinder. Die Kong Harald wurde schwer beschädigt, konnte aber wieder instand gesetzt werden.

## Nachkriegsjahre
Da nach Kriegsende aufgrund der massiven Verluste norwegischer Schiffe während des Kriegs ein Mangel an Schiffstonnage herrschte, wurde die 55 Jahre alte Kong Harald ab Juli 1945 wieder auf den Hurtigruten eingesetzt. Sie war am 27. Februar 1946 das erste Schiff, das nach Kriegsende in Øksfjord anlegte. Die Nordenfjeldske Dampskibsselskab beschloss, die Kong Harald modernisieren zu lassen, und schickte sie in die Trondheim Mekaniske Verksted. Diese lieferte sie im Juli 1948 mit einem kürzeren Schornstein und neuer Innenausstattung zurück.
Am 17. Oktober 1950 strandete die Kong Harald bei Heggebåen nahe Florø und musste vom Bergungsschiff Uller nach Trondheim geschleppt werden. Das Schiff wurde in Trondheim aufgelegt, bis es im Februar 1951 für 500.000 Kronen von dem in Antwerpen sitzenden belgischen Unternehmen Union de Remorquage et Sauvetage SA gekauft wurde. Diese nannte die Kong Harald in Westende um und nutzte sie als Seebäderschiff in Ostende. Im Juni 1954 wurde das 64 Jahre alte Schiff zum Abbruch nach Brügge verkauft und dort verschrottet.